# 広島市公文書館
広島市公文書館（ひろしましこうぶんしょかん）は、広島県広島市中区にある広島市が運営する公文書館である。

## 概要
現在の施設は、広島市役所に隣接する再開発ビル『大手町平和ビル』の6階から8階に2004年（平成16年）7月にオープンした。
1977年（昭和52年）4月に設置された時には、書庫・事務所を広島市立中央図書館内に設置。その後、1986年（昭和61年）1月に広島市役所西庁舎に移転した。
業務は、行政資料の収集・提供、公文書公開制度の窓口、個人情報の公開と修正、市長の資産情報の公開、広島市史編纂などを行っている。

## 利用情報
- 開館時間
  - 月曜日 -金曜日：午前9時 - 午後5時